# Baal II
Baal II (fl. VII secolo a.C.) è stato un re di Tiro.

## Biografia
È conosciuto per aver firmato un trattato con Esarhaddon, re di Assiria, nel 677 a.C. in cui prometteva sottomissione nei suoi confronti. Nel trattato menziona tra le nove divinità protettrici Baal Malage e Baal.